# Langlingen
Langlingen là một đô thị ở huyện huyện Celle, trong bang Niedersachsen, nước Đức. Đô thị Langlingen có diện tích 33,34 km².